# Twan Bearda
Twan Bearda (1973) is een Nederlands beiaardier.
Bearda is afkomstig uit Nijmegen en deed ingenieurstudies aan de Universiteit Twente. Hij studeerde in 2002 af aan de Koninklijke Beiaardschool Jef Denyn in Mechelen. Hij begon zijn studie in 1991 bij Peter Bremer en later nam hij les bij Eddy Mariën en Boudewijn Zwart. 
Bearda deed mee aan verschillende beiaardwedstrijden en won prijzen in Rotterdam (1996), Brielle (1999) en Groningen (2000). In 2003 behaalde hij de eerste prijs in de Koningin Fabiolawedstrijd voor beiaard. Samen met Luc Rombouts, die beiaardier is van de universiteitsbeiaard in Leuven, vormt hij sinds 2000 het vierhandig duo The Bells Angels. Sinds 2009 is hij naast Rien Aarssen aangesteld als beiaardier van Grimbergen.
- International Standard Name Identifier: 0000 0000 7210 4811
- Library of Congress Control Number: n2009065587
- MusicBrainz: c4adc522-045b-4394-a8a9-8734f5feea10
- Système universitaire de documentation: 147174791
- Virtual International Authority File: 95605740
- WorldCat: E39PBJxGTvqK7hY8dmrTKjpkjC